# Reazione di Achmatowicz
La reazione di Achmatowicz (in inglese Achmatowicz reaction) è una reazione organica nella quale un furano viene convertito in un diidropirano. Nella pubblicazione originale del 1971 del chimico Osman Achmatowicz Jr. l'alcol furfurilico reagisce con il bromo in metanolo formando 2,5-dimetossi-2,5-diidrofuran che tramite reazione di riarrangiamento diventa il diidropirano con acido solforico diluito. In passaggi di reazione aggiuntivi, l'alcol con il suo gruppo protettivo con ortoformato di metile, trifluoruro di boro riduzione del chetone con tetraidroborato di sodio producono uno stadio intermedio dal quale possono essere sintetizzati molti monosaccaridi.

## Reazione di Achmatowicz (1971)
Il protocollo di Achmatowicz viene usato nella sintesi totale per esempio quella della desossiprosofillina, Pirenoforina